# Probolotettix exilis
Probolotettix exilis är en insektsart som beskrevs av Blackith, R.E. 1990. Probolotettix exilis ingår i släktet Probolotettix och familjen torngräshoppor. Inga underarter finns listade i Catalogue of Life.